# 阿尔瑞藏
阿尔瑞藏（法語：Arjuzanx，法語發音：[aʁʒyzɑ̃]）是法国朗德省的一个旧市镇，属于蒙德马桑区。2019年，阿尔瑞藏与临近的3个市镇合并为新市镇新莫尔桑克斯。

## 地理
阿尔瑞藏（44°0'45"N, 0°51'21"W）面积29.2 平方千米，位于法国新阿基坦大区朗德省，该省份为法国西南部沿海省份，是法國本土面积第二大的省，北起吉倫特省，西临大西洋，南至大西洋比利牛斯省，东临热尔省，东北与洛特-加龍省接壤。
与阿尔瑞藏接壤的市镇（或旧市镇、城区）包括：阿朗戈斯、莫尔桑克斯、维勒纳沃、里永德朗德。

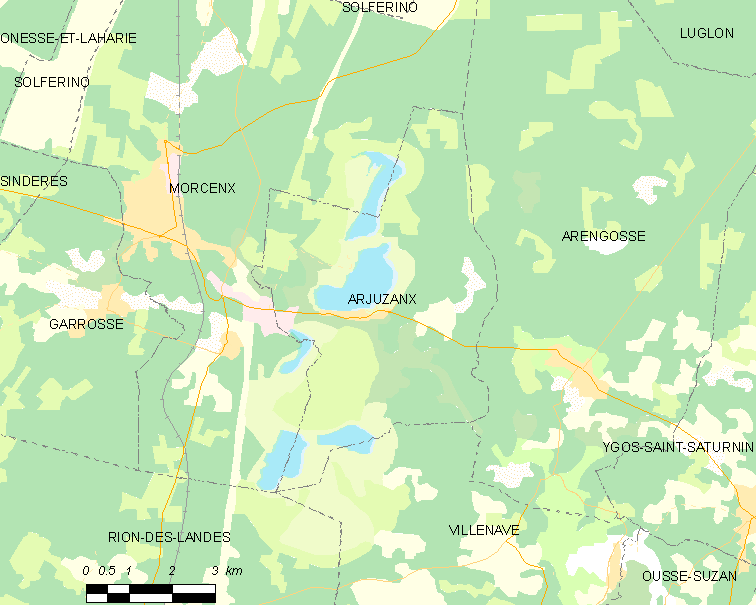
阿尔瑞藏的OSM定位图

阿尔瑞藏的时区为UTC+01:00、UTC+02:00（夏令时）。

## 行政
阿尔瑞藏的邮政编码为40110，INSEE市镇编码为40009。

## 政治
阿尔瑞藏所属的省级选区为莫尔桑克斯-塔尔塔斯地区县。

## 人口

1962-2008年间阿尔瑞藏人口变化图示

阿尔瑞藏于2018年1月1日时的人口数量为212人。